# Colori e simboli dell'Unione Sportiva Salernitana 1919

La Salernitana 1993-1994 con la classica maglia granata e pantaloncini neri.

I colori e simboli dell'Unione Sportiva Salernitana 1919 sono i segni distintivi che caratterizzano la principale società di calcio di Salerno.
Nel corso della storia del club calcistico i colori sociali e lo stemma societario non sono stati sempre gli stessi. Il colore granata viene scelto solo nell'immediato dopoguerra, il 10 dicembre 1943, quando ripresero le attività sportive a Salerno, mentre l'attuale logo e simbolo della squadra, l'ippocampo, nasce inizialmente da un'idea di Gabriele D'Alma (pittore e professore salernitano) nel 1949, ed è stato adoperato in molteplici varianti, sotto forma di mascotte, di logo societario, di simbolo sulla maglia di gioco. Il simbolo dell'ippocampo ha una referenza storica, in quanto fu l'emblema della Scuola Medica Salernitana.

## La divisa

### Prima divisa
La Salernitana, nel corso della sua storia, ha adottato divise di gioco differenti, principalmente quella con bianco e celeste alternato con righe verticali e la casacca granata.

#### Storia

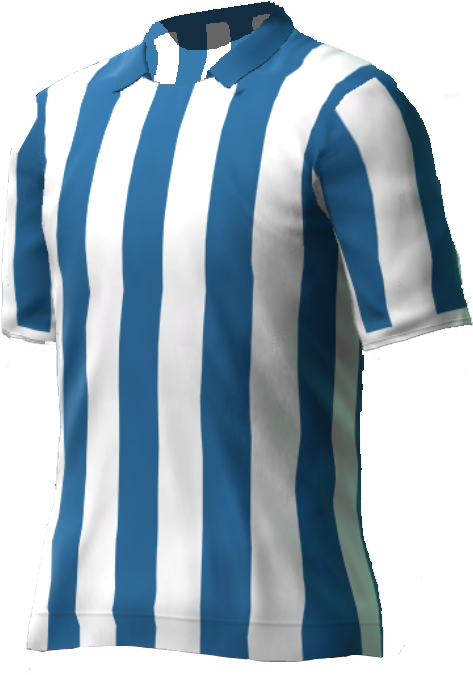
Stile di maglia utilizzato dal 1919 fino al 1922 e dal 1929 al 1943

Dalla fondazione del 1919 fino al 1922 il club ha giocato con una casacca a righe verticali bianche e celesti, con una maglietta in stile Argentina. Si dice che l'origine di tali colori sia dovuta per il richiamo al cielo e al mare adoperato in quel periodo dalle squadre di calcio di città marinare, mentre Giovanni Vitale, nel suo libro, dice che il primo presidente della società, Adalgioso Onesti, le uniche 10 divise da gioco che riuscì a trovare, erano bianco celesti a righe, e quindi, per questo motivo, il club dovette arrangiarsi.
Nel 1923, il club campano, per problemi economici, si fuse con lo Sporting Club Audax, un altro club cittadino, che giocava con una divisa bianco-nera a righe orizzontali, il risultato di tale fusione, portò alla nascita di una divisa completamente nuova: nero-celeste, il celeste della Salernitana e il nero dell'Audax, inoltre il club prese il nome di Società Sportiva Salernitanaudax.

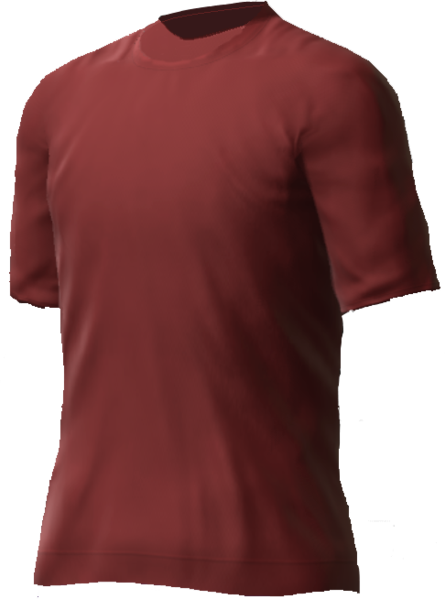
Maglia granata: utilizzata dal 1927 al 1929, dal 1943 al 2011 e di nuovo dal 2012 ad oggi

La Salernitanaudax durò soltanto due stagioni, e nel 1927, nacque la Unione Sportiva Fascista Salernitana frutto della fusione tra il Campania Foot-Ball Club che giocava con una divisa granata e la Libertas FBC che giocava con una divisa gialla. La nuova società scelse come colore sociale il granata del Campania, tale scelta fu adoperata dal segretario della Salernitana Maurizio De Masi, ex dirigente del Campania.
Il bianco-celeste tornò sulle magliette della Salernitana dalla stagione 1929-1930, e vi restò in qualità di prima divisa ufficiale, tuttavia a volte si utilizzò la maglia celeste tinta unita, altre volte con bordi bianchi o neri, e altre ancora con una grande banda orizzontale nera o bianca. Tale colore è stato spesso utilizzato come seconda o terza maglia nel corso degli anni in cui il colore principale è stato il granata o il giallo-rosso-blu del Salerno Calcio.
Nel 1944, vengono riprese le attività calcistiche in città, e la Salernitana tornò a giocare con la divisa granata, con cui la Salernitana giocò la Coppa della Liberazione.
Nel 1947-1948 al granata della casacca casalinga, vennero aggiunti inserti celesti, accompagnati da pantaloncini sempre celesti.

Formazione della Salernitana 1929-1930 con la maglia bianco-celeste a righe

Dalla stagione 1948-1949 dopo la retrocessione dalla Serie A, il pittore Gabriele D'Alma, disegnò il primo logo del club con l'Ippocampo, tale logo fu adoperato fin da subito anche sulle divise da gioco.
Nel corso degli anni 50, 60 e 70 la Salernitana, utilizzò quasi sempre la classica maglia granata con pantaloncini, alternati tra bianco, nero e granata fino alla stagione 1979-1980. Da segnalare la maglia dal 1976 al 1979 che riporta un cavalluccio granata in un cerchio bianco all'altezza del cuore.
Dal 1980 la Salernitana iniziò ad inserire nelle proprie divise casalinghe, lo sponsor tecnico e quello ufficiale. I primi sponsor furono Ennerre (tecnico) e Antonio Amato (ufficiale). Le prime divise degli anni 80 erano di un granata piuttosto chiaro, e in alcune stagioni fu utilizzata una particolare divisa con una banda orizzontale bianca all'altezza del collo. mentre nella seconda metà degli anni 80, si ritornò ad una tinta più scura, con due linee bianche all'altezza del collo, e con dei pantaloncini bianchi con due linee granata, inoltre, mentre nei primi anni, lo sponsor ufficiale era solamente scritto, nella seconda metà degli anni 80, la dicitura è più elaborata, ed è inscritta tra due linee curve bianche.

Giuseppe Di Sarno, Marco Pecoraro Scanio e Ciro Ferrara, con la maglia della stagione 1988-1989

Nel periodo 1988-1989, la Salernitana capitanata da Agostino Di Bartolomei, utilizzerà una divisa molto particolare: il granata utilizzato è di una tinta piuttosto chiara, e sulla divisa ci sono numerose linee bianche verticali.
Nelle due stagioni successive, la Salernitana adopererà una maglia interamente granata. Dalla stagione 1992-1993 lo sponsor ufficiale è CRAS (Cassa Rurale Artigiana Salerno) la maglia è sempre granata con pantaloncini neri, idem per la stagione successiva.
La maglia 1994-1995 è molto particolare: sulla maglia granata ci sono degli ippocampi di varie dimensioni di colore nero, mentre lo sponsor ufficiale, questa volta, è Rainbow.
Nelle due stagioni successive, la maglia è a tinta unita di colore granata, lo sponsor tecnico è asics mentre quello ufficiale è Salumi Spiezia. Molto particolare invece la maglia 1996-1997 in cui è presente un cavalluccio gigante di colore grigio chiaro, identico a quello del logo quadrato usato all'epoca, lo sponsor ufficiale cambia in Exigo. Nella stagione 1998-1999 la Salernitana partecipò al suo secondo campionato in massima serie, per l'occasione, venne creata una maglia granata con una banda orizzontale di colore nero, però questa nuova divisa fu cambiata e venne utilizzata, a stagione inoltrata, una maglia granata semplice.

La squadra con pantaloncini bianchi in una trasferta della stagione 1994-1995

Le divise dei primi anni 2000 sono tutte granata con bordi bianchi per il colletto oppure sulle maniche o ancora sul torace, inoltre compare il nuovo logo ideato nel 1999. Dal 2005 al 2009 a seguito del fallimento del club, venne utilizzato un nuovo logo ovale, utilizzato in quel periodo per problemi giuridici, le maglie in quel periodo sono sempre di colore granata con bordi bianchi di vario genere. Dalla stagione 2009-2010 ritorna il logo originale sulla divisa, e venne inserito un ippocampo in basso a sinistra della maglia, identico a quello del logo del club, tale particolare sulla divisa, resterà fino al 2011.
Nel 2011 Lotito e Marco Mezzaroma rifondarono la prima squadra cittadina denominandola inizialmente Salerno Calcio, anche la scelta cromatica fu provvisoria. Nella prima parte della stagione vestì coi colori alternati a strisce verticali blu-granata, già utilizzata come terza maglia dalla Salernitana Sport 1999-2000, mentre nel girone di ritorno il Salerno diventa rosso-giallo-blu come i colori della bandiera del Comune di Salerno.
Dal 2012, la società riacquista colore, denominazione e logo, da subito utilizzati dalla stagione 2012-2013 in seconda divisione. La maglia 2013-2014, invece, viene scelta dai tifosi tra una serie di opzioni sul sito ufficiale del club, la maglia scelta, presenta di nuovo il cavalluccio granata scuro in basso a sinistra e gli sponsor sono di colore oro. Maglia molto simile anche per la stagione successiva.

#### Evoluzione
| 1919-1922 | 1922-1925 | 1927-1929 | 1929-1943 | 1943-1948 | 1948-1950 | 1950-1976 | 1976-1979 | 1979-1980 | 1980-1983 |
| 1983-1985 | 1985-1986 | 1986-1987 | 1987-1988 | 1988-1990 | 1990-1991 | 1991-1992 | 1992-1993 | 1993-1994 | 1994-1995 |
| 1995-1996 | 1996-1997 | 1997-1998 | 1998-1999 | 1999-2000 | 2000-2001 | 2001-2002 | 2002-2003 | 2003-2004 | 2004-2005 |
| 2005-2006 | 2006-2007 | 2007-2008 | 2008-2009 | 2009-2010 | 2010-2011 | 2011-2012 | 2012-2013 | 2013-2014 | 2014-2015 |
| 2015-2016 | 2016-2017 | 2017-2018 | 2018-2019 | 2019-2020 | 2020-2021 | 2021-2022 | 2022-2023 | 2023-2024 | 2024-2025 |

#### Divise alternative
La squadra della sezione calcistica della Salernitanaudax adottò ufficialmente la maglia a strisce celesti e nere per marcare la fusione tra Salernitana (bianco-celeste) e Audax (bianco-nero).
Secondo le fonti dell'epoca e più recenti, in alcune partite la squadra ha giocato con una casacca a strisce verticali rosso-nere, da alcune fonti al club viene associata anche una maglia a strisce orizzontali bianche e rosse, nonché la maglia bianco-celeste già della Salernitana.
Dalla stagione 1929-1930 fino alla stagione 1942-1943 la Salernitana adotterà nuovamente come colori ufficiali, il bianco-celeste però capiterà di giocare alcuni incontri con la maglia interamente celeste.
| 1923-1925 | 1923-1925 | 1923-1925 | 1923-1925 | 1929-1943 |

### Seconda divisa
La seconda divisa della Salernitana è generalmente di colore bianco con bordi granata.

#### Storia

Seconda divisa della Salernitana nella stagione 1966-1967

Seconda divisa della Salernitana nella stagione 1976-1977

La divisa 1949-1950 è completamente bianca, con bordi granata, mentre quella 1963-1964 è completamente bianca. Maglie particolari sono quelle della stagione 1966-1967 che era bianca con una riga diagonale granata, quella della stagione 1970-1971 che era bianca con una riga verticale granata sul lato destro, e quella 1976-1977 che era bianca con una banda orizzontale granata.
Divise bianche anche nelle stagioni 1977-1978 e 1978-1979 con righe granata bianchi sottili sono, invece, completamente bianche quelle delle due stagioni successive.
La maglia degli anni '80 porta il marchio dello sponsor del pastificio Antonio Amato. La divisa delle stagioni 1981-1982 e 1982-1983 è formata da una maglia bianca e con delle righe granata chiaro sulle spalle e sulle maniche e pantaloncini granata chiaro, mentre quella delle stagioni 1987-1988, 1988-1989 e 1989-1990 è sempre bianca con bordi delle maniche granata chiaro e pantaloncini granata chiaro.

Seconda divisa della Salernitana nella stagione 1982-1983

Divisa bianca anche per le due stagioni successive (1990-1991, 1991-1992) mentre quella 1993-1994 è molto particolare: ha due righe diagonali granata sul lato destro e sinistro della maglia.
Molto particolare quella della stagione 1994-1995 è bianca e presenta delle linee nere e granata sul lato sinistro della maglia e del pantaloncino. Per la stagione 1995-1996 la divisa è di nuovo interamente bianca.
Come per la prima maglia, anche quella da trasferta 1997-1998 presenta un cavalluccio stilizzato gigante, e le maniche hanno i soliti bordi granata, il pantaloncino è nero e sul lato destro ha una riga nera e il bordo granata, accompagnata dallo stemma della Salernitana.
L'anno successivo in Serie A, l'Asics realizza una divisa molto semplice: maglietta bianca, con bordi granata sulle maniche, pantaloncini bianchi con una diagonale nera e un bordo bianco e calzettoni bianchi.
Nei primi anni 2000 viene adottato il nuovo scudetto, e la prima maglia ad avercelo è proprio quella della stagione 1999-2000, maglia molto simile a quella dell'anno precedente, con l'unica eccezione del pantaloncino: bianco con un bordo granata sul lato destro. Per la stagione 2000-2001, la maglia è interamente bianca con calzettoni granata mentre per la stagione successiva la maglia è bianca con bordi granata su entrambi i lati della divisa, pantaloncini e calzettoni interamente bianca. La divisa 2002-2003 è molto diversa da quelle precedenti, infatti invece di essere bianca è giallo oro, con bordi granata sulle maniche e sui lati destro e sinistro a formare due specie di triangoli.
La stagione successiva si ritorna sul classico: maglietta bianca con due linee granata sui lati, pallini granata sulle maniche e sui pantaloncini, quasi identica è quella 2004-2005.
Nel primo anno della Salernitana Calcio, la divisa è interamente bianca, la maglia presenta nuovamente lo sponsor Asics già in passato adottato, e inoltre sui bordi della maglia bianca ci sono delle linee granata. Anche le divise delle stagioni successive sono interamente bianche, fino alla stagione 2009-2010 dove la maglietta è bianca e il pantaloncino granata, e si nota un cavalluccio stilizzato sul lato sinistro della maglia, anche nella stagione successiva è presente questo particolare, però questa volta la divisa è nuovamente interamente bianca. Nella stagione del Salerno Calcio, invece, la divisa è bianco-celeste con pantaloncino granata.
Con il ritorno dei simboli ufficiali della Salernitana, la divisa 2012-2013 è bianca con bordi alternati neri e granata, mentre per la stagione 2013-2014 ritorna ad essere bianca con pantaloncini granata e con il cavalluccio stilizzato sulla maglia. La divisa 2014-2015 è identica a quella dell'anno precedente, tranne che in questa è presente la coccarda della Coppa Italia Lega Pro vinta nella precedente edizione.

#### Evoluzione
| 1949-1950 | 1963-1964 | 1966-1967 | 1970-1971 | 1976-1977 | 1977-1978 | 1978-1979 | 1979-1981 | 1981-1983 | 1987-1989 |
| 1989-1990 | 1990-1991 | 1991-1992 | 1993-1994 | 1994-1995 | 1995-1996 | 1997-1998 | 1998-1999 | 1999-2000 | 2000-2001 |
| 2001-2002 | 2002-2003 | 2003-2004 | 2004-2005 | 2005-2006 | 2007-2008 | 2008-2009 | 2009-2010 | 2010-2011 | 2011-2012 |
| 2012-2013 | 2013-2014 | 2014-2015 | 2015-2016 | 2016-2017 | 2017-2018 | 2018-2019 | 2019-2020 | 2020-2021 | 2021-2022 |
| 2022-2023 | 2023-2024 | 2024-2025 |           |           |           |           |           |           |           |

### Terza e quarta divisa

#### Storia

A sinistra, Daniele Pasa con la terza maglia della Salernitana 1991-1992

La terza divisa della Salernitana è stato di diverse colorazioni, anche se si registrano spesso maglie celesti come quella della stagione 1991-1992 e quella della stagione 1994-1995 oppure bianco celesti a righe, per richiamare la divisa storica, come quelle della stagione 1993-1994 e 1995-1996 Nella stagione 1998-1999, la Salernitana adotterà una terza e una quarta divisa: la terza è a scacchi bianco-granata, l'altra invece è formata da pantaloncini e calzettoni blu e maglia blu con una riga granata verticale al centro, affiancata da due righe bianche più sottili vicino. La stagione successiva venne adottata una divisa molto simile a quella blu della stagione precedente, anch'essa è interamente blu, però le righe granata affiancate da quelle bianche, sono tre e al centro c'è una specie di ovale a racchiudere lo sponsor ufficiale.

Giuliano Melosi con la terza divisa della Salernitana 1999-2000

Nella stagione 2000-2001, la terza divisa è di un blu più scuro rispetto alle due precedenti, e sui lati compaio due righe bianche verticali, e al centro lo sponsor color oro, molto diversa invece la divisa 2001-2002, ritorna il blu più chiaro, però questa volta ci sono tre linee bianche orizzontali al centro della maglia separate da linee blu sempre orizzontali. Nella stagione successiva venne creata una divisa con maglia blu e bordo superiore granata, pantaloncini bianchi e calzettoni bianchi, e a differenza di quelle precedenti, questa volta lo sponsor non è color oro, bensì bianco.
In Serie B, la Salernitana calcio nella sua seconda stagione adotterà una divisa molto simile alla seconda utilizzata nella stagione 2002-2003 e cioè interamente color oro. Per la stagione successiva invece, venne creata una divisa bianco-azzurra a strisce verticali, che ricorda la prima divisa ufficiale della Salernitana.
Per rivedere di nuovo la terza divisa della Salernitana, bisogna aspettare la stagione 2013-2014, quando la Givova ha prodotto una maglia celeste con una croce granata, e pantaloncini bianchi con una croce celeste. Nella stagione successiva, la terza maglia è nuovamente azzurra con righe orizzontali granata, su di essa compare la coccarda della Coppa Italia Lega Pro vinta nella precedente edizione.

#### Evoluzione
| 1991-1992 (terza)  | 1993-1994 (terza) | 1994-1995 (terza)  | 1995-1996 (terza) | 1998-1999 (terza)  | 1998-1999 (quarta) | 1999-2000 (terza) | 2000-2001 (terza) | 2001-2002 (terza) | 2002-2003 (terza) |
| 2009-2010 (terza)  | 2010-2011 (terza) | 2013-2014 (terza)  | 2014-2015 (terza) | 2015-2016 (terza)  | 2016-2017 (terza)  | 2017-2018 (terza) | 2018-2019 (terza) | 2020-2021 (terza) | 2021-2022 (terza) |
| 2021-2022 (quarta) | 2022-2023 (terza) | 2022-2023 (quarta) | 2023-2024 (terza) | 2023-2024 (quarta) | 2024-2025 (terza)  |                   |                   |                   |                   |

### Divise speciali

#### Storia
La divisa speciale della Salernitana è stata utilizzata in occasione della finale di ritorno della coppa Italia Lega Pro. Questa divisa è uguale a quella utilizzata nella stagione 1989-1990 indossata da Agostino Di Bartolomei in occasione di Salernitana - Taranto 0-0 del 3 giugno 1990, l'ultima gara giocata da Di Bartolomei. La maglia è granata con righe verticali bianche, compaiono sulla maglia gli sponsor caffè motta e Montedoro, gli sponsor della Salernitana in quella stagione, e tra lo sponsor caffè motta e lo scudetto della salernitana si nota la frase: FINALE COPPA ITALIA LEGA PRO U.S. Salernitana - A.C. Monza Brianza 16 aprile 2014.
Nel 2009 in occasione del 90º anniversario la Givova realizzò una maglia speciale, composta da strisce verticali bianco-celesti (prima maglia della Salernitana) con in basso a sinistra lo stemma della Salernitana e un "90" di colore granata, sui bordi delle maniche c'è la scritta dorata "1919-2009".

#### Evoluzione
| Celebrativa 90 anni | Finale di Coppa Italia |

## Simboli ufficiali

### Stemma

#### Il primo logo societario
La prima effigie della Unione Sportiva Salernitana sorta nel 1919 fu un logo con una corona e con sotto tre grandi lettere a cascata: U, S ed S, acronimo della denominazione societaria.

#### I primi ippocampi come simboli e loghi
Il simbolo dell'ippocampo venne adottato nel 1949, quando apparve per la prima volta sulle magliette della squadra. La scelta del simbolo venne dal pittore e professore salernitano Gabriele D'Alma che ne disegnò una prima versione. Lo stemma non sempre è apparso sulle magliette di gioco: nella maggior parte dei casi serviva a rappresentare il logo della società (che ha variato forma diverse volte), ma non vi è traccia di esso fino alla fine degli anni 1970, quando comparve un cerchietto bianco con un ippocampo intero color granata al suo interno (stagione 1978-1979).

#### 1986: la svolta di Jack Lever
Anche per far fronte ai sempre più grandi costi di gestione a cui dovevano dar conto le società professionistiche di calcio, la Salernitana decise di commercializzare il suo marchio, e così nel 1986 il simbolo assunse una forma nuova.
Il cambiamento del 1986 nacque a Dallas dal grafico americano Jack Lever, il quale raffigurò un ippocampo disegnato solo nella sua parte superiore, bagnato dalle onde marine e sormontato da cinque bastioni volti a rievocare le fortificazioni longobarde e normanne. Alla destra dell'ippocampo vi è una piccola stella ad otto punte: ricorda il Follaro, antica moneta della Zecca di Salerno. Grazie a Jack Lever il marchio della Salernitana si lega alla storia della città che rappresenta. Lo stesso ippocampo, pur se nel logo della squadra appare stilizzato, ha rappresentato l'antica ed illustre Scuola Medica Salernitana.
Inizialmente lo stemma non veniva utilizzato sulle maglie ma su tutte le altre operazioni di marketing, come la copertina dei tagliandi degli abbonamenti. A partire dalla gara Salernitana-Padova 0-0 del 1990 lo stemma è sempre stato presente sulle magliette della Salernitana, inizialmente rinchiuso in un quadrato e senza la scritta "Salernitana", fino al 1995-96, stagione in cui il marchio sarà incorniciato da un quadrato con bordi dorati. Tali bordi, dalla stagione seguente, seguiranno poi la forma delle onde sottostanti. Questo simbolo è sempre stato posto sul lato sinistro della maglietta, fino al 1997-1998 in cui fu spostato a sinistra, e nel 1998-1999 in cui venne posizionato in alto al centro.

#### 1999: il nuovo ippocampo di Aliberti
Nel torneo di Serie B 1999-2000 il logo della Salernitana cambia leggermente: non vi è più la torre, ma uno scudetto granata che racchiude l'ippocampo e il Follaro, con sotto l'anno di fondazione 1919. Questo stemma fu utilizzato fino al 2005, anno in cui la Salernitana Sport venne esclusa dai campionati FIGC.

#### 2005-2009: l'ovale di Lombardi
Dall'estate del 2005 all'estate del 2009 la Salernitana, rinata grazie al Lodo Petrucci in seguito alla radiazione dal professionismo (e al successivo fallimento) della precedente Salernitana Sport, ha provvisoriamente adottato un differente stemma societario privo dell'ippocampo poiché non aveva ancora acquisito i beni immateriali della precedente società. Adottò tuttavia la nomenclatura di "Salernitana 1919" ed il colore granata sulle maglie di gioco, e per tale motivo in seguito ad una denuncia esposta dall'ex presidente Aniello Aliberti nel 2005, la Salernitana il 15 giugno 2011 viene condannata dal tribunale di Napoli a pagare circa 3,5 milioni di euro di risarcimento danni alla curatela fallimentare della Salernitana Sport per l'uso illegittimo di marchi e brevetti.
Una volta acquistati i beni immateriali presso il tribunale fallimentare di Salerno (compreso, ad esempio, l'indirizzo internet "www.salernitana.it") da parte della Energy Power (società facente capo all'allora presidente della Salernitana Calcio), la squadra campana ha potuto riutilizzare il suo storico emblema in comodato d'uso, nella versione più recente: lo scudetto del 1999. I marchi e i brevetti della Salernitana Sport sono dunque dal 2009 di proprietà della Energy Power ed è dal 7 luglio 2012 che sono stati concessi in affitto al Salerno Calcio (ad eccezione del dominio internet, occupato da un altro acquirente).

#### 2011-2012: dallo stemma comunale al ritorno dell'ippocampo
Per tutta la stagione di Serie D 2011-2012 la società rifondata da Claudio Lotito e Marco Mezzaroma, non disponendo delle dovute autorizzazioni legali utili ad utilizzare la nomenclatura di 'Salernitana' e del marchio dell'ippocampo, rinasce sotto il nome di Salerno Calcio e come simbolo utilizza lo Stemma di Salerno nella versione in vigore fino al 2011 realizzata da Salerno Associati. I beni immateriali sono stati di proprietà della Energy Power, la quale ha stipulato il 7 luglio 2012 un accordo per cedere in affitto i beni immateriali alla nuova società.

### Inno ufficiale
Il primo inno ufficiale della Salernitana, il cui titolo è Il potere deve essere granata, nasce nel 2007 dal cantante e musicista salernitano Sandro Scuoppo, il quale lo presenta per la prima volta a Salerno in Piazza della Libertà nel corso della presentazione ufficiale (aperta al pubblico e stracolma di sostenitori entusiasmati dai nuovi acquisti, come ad esempio Arturo Di Napoli) della nuova rosa della squadra.

### Mascotte
Ippo e Granatiello sono stati la mascotte della Salernitana in due periodi distinti, sorti per operazioni pubblicitarie e di marketing.
Ippo nacque da un'idea della Salernitana Sport di Aniello Aliberti nella stagione 1999-2000, secondo una precisa strategia di marketing che si svilupperà mediante l'apertura del primo Salernitana Store. In quel periodo con il nome "Ippo" veniva identificato sia il cavalluccio marino raffigurato sul logo a scudo (che era stato appena realizzato e che aveva sostituito il precedente logo con la "torre" e le onde marine), sia la mascotte presente allo Stadio Arechi, utilizzata anche come pupazzetto in vendita nel primo Salernitana Store.
Nel 2005 la società storica della Salernitana sarà sostituita dalla neonata Salernitana Calcio 1919, società che inizialmente non ha nessun tipo di legame con la precedente, la quale nella stagione di Serie B 2007-2008 si forgerà di una nuova mascotte concessa dallo sponsor di quella stagione: Interauto Citroën. Tale sponsor offrirà Granatiello, un leone antropizzato con indosso la maglia della Salernitana n. 10.

## Soprannomi
I calciatori della Salernitana, vengono chiamati anche con il soprannome I granata. Nella stagione 1947-1948, quando il club disputò il suo primo campionato in Serie A, i calciatori venivano chiamati I granata del sud per differenziarli dal Torino.